# In da Club
In da Club (engl. für: „Im Club“) ist ein Lied des US-amerikanischen Rappers 50 Cent. Der Song ist nach Wanksta die zweite Singleauskopplung seines ersten Studioalbums Get Rich or Die Tryin’ und wurde am 7. Januar 2003 veröffentlicht. Das Musikmagazin Rolling Stone wählte den Track im Jahr 2010 auf Platz 448 seiner „Liste der 500 besten Songs aller Zeiten“.

## Inhalt
In da Club ist ein typischer Partysong. Im Intro erklärt 50 Cent, dass er feiern wird, als ob jemand Geburtstag hätte, auch wenn es letztendlich egal sei, ob es wirklich einen Anlass zum Feiern gebe. Im Refrain rappt er, dass er sich im Club befinde und Champagner sowie Ecstasy dabei habe. Es sei sein Ziel, heute noch Sex zu haben. Der erste Vers handelt davon, wie 50 Cent mit 20 bewaffneten Leuten im Club ankommt. Er meint, dass alle Menschen ihn nun lieben würden, weil er mit Dr. Dre und Eminem zusammenarbeite und er wolle nun so bekannt und geliebt werden wie 2Pac. Zu Beginn des zweiten Verses erzählt 50 Cent, wie er durch seinen Rap Reichtum erlangt hat. Man solle ihm dazu gratulieren, statt ihn zu beneiden. Er rappt weiter über die Party und zeigt denen, die ihn hassen, die kalte Schulter.

## Produktion
Der Song wurde von Dr. Dre in Zusammenarbeit mit Mike Elizondo, der als Koproduzent fungierte, produziert. Dr. Dre erstellte die Musik ursprünglich für Eminems Rap-Formation D12, gab diese aber an 50 Cent weiter.
Die Drums und Claps vom Song, wurden von DJ Quik an Dr. Dre weiter gegeben, die Dre auch nutze.

## Musikvideo
Bei dem zu In da Club gedrehten Video führte Philip Atwell Regie.

### Inhalt
Am Anfang sieht man einen schwarzen Hummer durch eine Steppe fahren und die Schriftzüge Somewhere... sowie Shady Aftermath Artist Development Center werden eingeblendet. Nun wird in ein Gebäude gezoomt, in dessen Eingangshalle das Musikvideo zum Lied Without Me von Eminem läuft. Man sieht 50 Cent auf einem Labortisch liegen, während Ärzte an ihm herumschrauben. Auch Eminem und Dr. Dre beobachten die Operation in weißen Arztkitteln. In den nächsten Szenen rappt 50 Cent in einem Fitnessraum, wobei er zum Teil kopfüber von der Decke hängt. Andere Ausschnitte zeigen den Rapper mit seiner Crew und verschiedenen Frauen auf einer Party in einem Club. Am Ende sieht man nochmals Eminem und Dr. Dre, die in ihren Kitteln am Glasfenster stehen und das Geschehen im Club beobachten. Neben den beiden haben auch D12, Lloyd Banks, Tony Yayo, The Game, Young Buck, Xzibit und DJ Whoo Kid Gastauftritte im Video.

### Auszeichnungen
Das Video gewann bei den MTV Video Music Awards 2003 die Preise in den Kategorien Best Rap Video und Best New Artist.

## Single

### Covergestaltung
Zur Single existieren zwei verschiedene Cover. Das erste Singlecover zeigt im rechten Teil 50 Cent von der Schulter aufwärts, der seitlich den Betrachter ansieht. Er trägt ein weißes Tuch auf dem Kopf. Der Hintergrund ist in roten Farbtönen gehalten und die weißen Schriftzüge 50 Cent sowie In da Club befinden sich im linken Teil des Bildes. Auf dem anderen Singlecover steht der Rapper mit verschränkten Armen da und sieht den Betrachter an. Er trägt ein schwarzes Achselshirt und ein schwarzes Cap. Im dunklen Hintergrund sind die Umrisse eines Gebäudes zu sehen. Die weiß-roten Schriftzüge 50 Cent und In da Club befinden sich links oben im Bild.

### Chartplatzierungen
In da Club stieg in der 14. Kalenderwoche des Jahres 2003 auf Platz 9 in die deutschen Charts ein und steigerte sich in den folgenden Wochen auf die Ränge 6; 4; 3; 3 und 4, bevor es auf Position 1 stieg und anschließend wieder auf Platz 3 fiel. Insgesamt hielt sich der Song 22 Wochen in den Top 100, davon zwölf Wochen in den Top 10. Besonders erfolgreich war die Single in den Vereinigten Staaten, wo sie sich neun Wochen an der Spitze der Charts hielt.
| ChartsChartplatzierungen       | Höchstplatzierung | Wochen |
| ------------------------------ | ----------------- | ------ |
| Deutschland (GfK)              | 1 (22 Wo.)        | 22     |
| Österreich (Ö3)                | 3 (27 Wo.)        | 27     |
| Schweiz (IFPI)                 | 1 (39 Wo.)        | 39     |
| Vereinigte Staaten (Billboard) | 1 (30 Wo.)        | 30     |
| Vereinigtes Königreich (OCC)   | 3 (32 Wo.)        | 32     |

| ChartsJahrescharts (2003)      | Platzierung |
| ------------------------------ | ----------- |
| Deutschland (GfK)              | 17          |
| Österreich (Ö3)                | 37          |
| Schweiz (IFPI)                 | 8           |
| Vereinigte Staaten (Billboard) | 1           |
| Vereinigtes Königreich (OCC)   | 13          |

| ChartsJahrescharts (2000–2009) | Platzierung |
| ------------------------------ | ----------- |
| Vereinigte Staaten (Billboard) | 24          |

### Auszeichnungen für Musikverkäufe
In da Club verkaufte sich in Deutschland über 900.000 Mal, wofür die Single 2023 eine dreifache Platin-Schallplatte bekam. In den Vereinigten Staaten erhielt der Song für mehr als zehn Millionen Verkäufe eine Diamant-Schallplatte sowie eine Goldene Schallplatte für über 500.000 Klingeltonverkäufe. Im Vereinigten Königreich wurde das Lied für mehr als 2,4 Millionen verkaufte Einheiten mit einer vierfachen Platin-Schallplatte ausgezeichnet. Mit weltweit über 15,3 Millionen ausgezeichneten Verkäufen gehört er zu den kommerziell erfolgreichsten Rapsongs.
| Land/Region                  | Auszeichnungen für Musikverkäufe (Land/Region, Auszeichnung, Verkäufe) | Verkäufe   |
| ---------------------------- | ---------------------------------------------------------------------- | ---------- |
| Australien (ARIA)            | 10× Platin                                                             | 700.000    |
| Belgien (BRMA)               | Gold                                                                   | 25.000     |
| Brasilien (PMB)              | 2× Platin                                                              | 120.000    |
| Dänemark (IFPI)              | 2× Platin                                                              | 180.000    |
| Deutschland (BVMI)           | 3× Platin                                                              | 900.000    |
| Griechenland (IFPI)          | 2× Platin                                                              | 40.000     |
| Italien (FIMI)               | 2× Platin                                                              | 200.000    |
| Neuseeland (RMNZ)            | 6× Platin                                                              | 180.000    |
| Schweden (IFPI)              | Gold                                                                   | 10.000     |
| Schweiz (IFPI)               | Gold                                                                   | 20.000     |
| Spanien (Promusicae)         | Platin                                                                 | 60.000     |
| Vereinigte Staaten (RIAA)    | Diamant (Single) · + Gold (Mastertone)                                 | 10.500.000 |
| Vereinigtes Königreich (BPI) | 4× Platin                                                              | 2.400.000  |
| Insgesamt                    | 4× Gold · 32× Platin · 1× Diamant ·                                    | 15.335.000 |

Hauptartikel: 50 Cent/Auszeichnungen für Musikverkäufe
Bei den Grammy Awards 2004 wurde In da Club in den Kategorien Best Rap Song und Best Rap Solo Performance nominiert, unterlag jedoch jeweils dem Lied Lose Yourself von Eminem.